# Marokkanischer Amateurfunkverband
Der Marokkanische Amateurfunkverband (arabisch الجمعية الملكية لهواة الاجهزة اللاسلكية بالمغرب, DMG al-Ǧamʿiyya al-malakiyya li-huwāt al-aǧhiza al-lāsilkiyya bi-l-Maġrib, wörtlich: „Königlicher Verband der Funkamateure von Marokko“), französisch Association Royale des Radio-Amateurs du Maroc, kurz: ARRAM, ist die nationale Vereinigung der Funkamateure im Königreich Marokko.
Der Verband ist Mitglied der International Amateur Radio Union (IARU Region 1), der internationalen Vereinigung von Amateurfunkverbänden und vertritt dort die Interessen der Funkamateure des Landes.

## Geschichte
Die Geschichte der Funktechnik in Marokko begann 1923 mit den ersten nationalen Funkpionieren. Im Jahr 1966 wurde die ARRAM als eine unabhängige und gemeinnützige Nichtregierungsorganisation gegründet. Ihr Zweck ist die Zusammenführung der Funkamateure Marokkos sowie aller friedliebenden Menschen, die aus persönlichen Gründen und ohne finanzielles Interesse an der Funktechnik interessiert sind. Die ARRAM bietet im Fall von Katastrophen ihre Unterstützung an. Sie vertritt ihre Mitglieder gegenüber nationalen und internationalen Behörden und Organisationen und fördert den Amateurfunk sowie seine pädagogischen, kulturellen, sozialen und technisch-wissenschaftlichen Aspekte.